# Свіча (смт)
Свєча́ (рос. Свеча) — селище міського типу, центр Свєчинського району Кіровської області, Росія. Адміністративний центр Свєчинського міського поселення.

## Населення
Населення становить 4210 осіб (2017; 4262 у 2016, 4337 у 2015, 4446 у 2014, 4537 у 2013, 4624 у 2012, 4760 у 2010, 4744 у 2009, 5127 у 2002, 5727 у 1989, 5203 у 1979, 4794 у 1970, 4387 у 1959).

## Історія
Селище було засноване 1903 року як залізнична станція, 1945 року воно отримало статус селища міського типу. У період 1960-1972 років селище перебувало у складі Шабалінського району.